# 俞贵麟
俞贵麟（1952年10月—），男，浙江杭州人，中华人民共和国政治人物。中国政法大学研究生院政治学理论专业毕业，在职研究生学历，法学硕士学位。

## 生平
1970年6月参加工作。1971年12月加入中国共产党。1973年，进入中国科学技术大学近代物理系加速器专业学习，后进入中国共产主义青年团。1979年，任全国学联副主席。1983年，任团中央办公厅秘书处处长、办公厅副主任。1987年，任团中央统战部副部长、全国青联副秘书长。1988年，任团中央统战部部长。1998年，任中国宋庆龄基金会秘书长兼副主席。2008年，升任中央国家机关工委副书记。2015年11月卸任中央纪律检查委员会常委、中央国家机关工委副书记职务。
2008年，当选第十一届全国政协委员，代表对外友好界，分入第四十七组。